# Hidden – Förstfödd
Hidden – Förstfödd är en svensk thrillerserie i åtta avsnitt som hade premiär på Viaplay 1 februari 2019. Serien är baserad på romanen Förstfödd skriven av Filip Alexandersson. Serien är regisserad av David Berron, Jonathan Sjöberg och Daniel di Grado, och manus har skrivits av Björn Paqualin och Jonathan Sjöberg. Huvudrollerna spelas av Izabella Scorupco och August Wittgenstein.

## Handling
Serien utspelar sig i Stockholm där det finns en parallell värld som inte alla kan uppfatta. Den handlar om Viveca Eldh (Izabella Scorupco) som spelar en tidigare polis som besitter en del superkrafter och Jonas Hellemyr (August Wittgenstein), en man som livnär sig genom att arbeta på ett svartbygge. I samband med att han vaknar upp efter att ha råkat ut för en olycka upptäcker han också sina superkrafter.

## Rollista (i urval)
| - August Wittgenstein – Jonas Hellemyr - Izabella Scorupco – Viveca Eldh - Anders Mossling – Elias Borg - Josefin Ljungman – Rebecka Kjellberg - Filip Alexandersson – Wennerbom - Eric Ericson – Schiller - Gizem Erdogan – Demir - Lisa Linnertorp – Abrahamsson | - Rolf Lydahl – Tage - Pia Tjelta – Leander - Simon J. Berger – Adrian Savin - Karin Bjurström – Ninni Ek - Ulric von der Esch – Adam - Christian Hillborg – Ancker - Kristofer Kamiyasu – Karl-Åke |